# Martyr (chanson)
Singles de Depeche Mode
John the Revelator / Lilian
(2006) Wrong
(2009)
Pistes de The Best of, Volume 1
People Are People
(12) Walking in My Shoes
(14)
Martyr est une chanson de rock électronique du groupe Depeche Mode. Sortie le 30 octobre 2006 en tant que 45e single du groupe, elle fait partie de l'album The Best of Depeche Mode Volume 1, sorti le 13 novembre 2006.